# Pointe Irène
Der Pointe Irène ist eine Landspitze an der Küste des ostantarktischen Adélielands. Sie ist ein nördlicher Ausläufer des Kap Géodésie westlich des Astrolabe-Gletschers.
Georges Schwartz (* 1920), Teilnehmer einer französischen Antarktisexpedition (1951–1952), benannte sie nach dem Vornamen einer Tänzerin, die wie er selbst den Ballets Russes de Monte Carlo angehört hatte. 